# Ewald Bitom
Ewald Bitom (* 5. Oktober 1896 in Kattowitz; † 9. Januar 1964 in Passau) war ein deutscher Politiker (SPD). Er war von 1946 bis 1958 Abgeordneter des Bayerischen Landtages.

## Leben
Der Sohn eines Hüttenarbeiters absolvierte nach dem Besuch der Volksschule eine Ausbildung bei der Stadtverwaltung Kattowitz. Er bildete sich im Selbststudium fort und er erhielt eine weitere Ausbildung an der Gemeinde- und Sparkassenschule, an der er die Prüfung für den gehobenen Verwaltungsdienst ablegte. Im Anschluss arbeitete er als Beamter in der Kattowitzer Stadtverwaltung, zuletzt als Stadtoberinspektor. Von 1916 bis 1918 nahm er als Soldat im Heeresdienst am Ersten Weltkrieg teil, aus dem er nach einer Verletzung des rechten Auges schwer verwundet heimkehrte. Ab 1919 war er als Gewerkschaftsfunktionär und als Parteifunktionär für die SPD tätig.
Nach der Machtübernahme der Nationalsozialisten wurde Bitom von Mai bis Dezember 1933 unter Polizeiaufsicht gestellt. Kurz vor dem Kriegsende wurde er im Januar 1945 nach Aussig zwangsevakuiert. Zwei Monate nach seiner Ausweisung im Mai 1945 kam er als Heimatvertriebener nach Bayern und ließ sich in Passau nieder, wo er seine politische Arbeit in der SPD fortsetzte.
Bei den Landtagswahlen 1946, 1950 und 1954 wurde Bitom jeweils in den Bayerischen Landtag gewählt, dem er bis 1958 angehörte. 1946 war er über den Wahlkreis Niederbayern/Oberpfalz, 1950 und 1954 über den Wahlkreis Niederbayern ins Parlament eingezogen (Stimmkreise Griesbach und Vilshofen). Im Landtag war er durchweg Mitglied des Ausschusses für Flüchtlingsfragen (ab 1950 Ausschuss für Angelegenheiten der Heimatvertriebenen und Kriegsfolgegeschädigten) und zeitweise dessen stellvertretender Vorsitzender. Des Weiteren war er von 1946 bis 1950 sowie von 1955 bis 1957 Mitglied des Ausschusses für Grenzlandfragen und von 1955 bis 1958 Mitglied des Ausschusses für Eingaben und Beschwerden. 1949 entsandte ihn der Landtag in die erste Bundesversammlung zur Wahl des Bundespräsidenten.